# Italiaans olympisch voetbalelftal (mannen)
Het Italiaans olympisch voetbalelftal is de voetbalploeg die Italië vertegenwoordigt op het mannentoernooi van de Olympische Spelen.